# Кэри, Энтони, 5-й виконт Фолкленд
Энтони Кэри, 5-й виконт Фолкленд (англ. Anthony Cary, 5th Viscount Falkland; 16 февраля 1656 — 24 мая 1694) — английский дворянин и политик.

## Биография
Родился 16 фенвраля 1656 года в замке Фарли, графство Сомерсет. Единственный сын Генри Кэри, 4-го виконта Фолкленда (1634—1663), и его жены, Рэйчел Хангерфорд (? — 1718), дочери политика и роялиста Энтони Хангерфорда.
2 апреля 1663 года после смерти своего отца 7-летний Энтони Кэри унаследовал титулы 5-го виконта Фолкленда из Фолкленда, графство Файф (Пэрство Шотландии) и 5-го лорда Кэри (Пэрство Шотландии).
Поскольку его титулы входили в Пэрство Шотландии, он мог заседать в Палате общин Англии. Таким образом, он был депутатом от партии тори в Оксфордшире в 1685—1689 годах, в Грейт-Марлоу в 1689—1690 годах и в Грейт-Бедвине в 1690—1694 годах.
Член Тайного совета Англии с 1692 года и первый лорд Адмиралтейства в 1693—1694 годах. Ранее он занимал должность казначея военно-морского флота с 1681 по 1689 год, а также комиссара Адмиралтейства с 1690 по 1693 год. Сэмюэл Пипс был довольно низкого мнения о его способностях, хотя и признавал, что он страдал хроническим недугом.
В марте 1694 года виконт Фолкленд был заключен в Тауэр по обвинению в казнокрадстве, но был освобожден через три дня. Энтони Кэри скончался от оспы в мае того же года в возрасте 38 лет, не оставив мужского потомства. Он был похоронен в Вестминстерском аббатстве. Ему наследовал его троюродный брат, Люшиус Кэри, 6-й виконт Фолкленд (1687—1730).
Виконт Фолкленд был женат на Ребекке Литтон (? — 1709), дочери сэра Роуленда Литтона и Ребекки Чепмен. У супругов родилась одна дочь:
- Достопочтенная Гарриет Кэри (? — 21 октября 1683)[2]

В его честь были названы Фолклендские острова. Виконты Фолкленд берут свой титул от королевской резиденции Фолкленд в Файфе, Шотландия.